# Александров, Юрий Николаевич (лауреат Ленинской премии)
Юрий Николаевич Александров (р . 1939) — советский и российский учёный в области радиотехники, цифровой обработки сигналов и изображений, лауреат Ленинской премии 1986 г. и Государственной премии СССР 1982 года. Член КПСС в 1985—1991 гг.
Окончил радиотехнический факультет Московского энергетического института (1964). Кандидат технических наук (1972).
С 1964 г . младший научный сотрудник, с 1975 г. старший научный сотрудник, с 1987 г. ведущий научный сотрудник Института радиотехники и электроники АН СССР (ИРЭ).
С 1990-х по 2016 год работал в ГУП НПЦ «ЭЛВИС» («Электронные вычислительно-информационные системы») и (с 2003 г.) в ЗАО «ЭЛВИИС» («Электронно-вычислительные информационные и инструментальные системы»), начальник лаборатории прикладного программного обеспечения.
Область научных интересов — цифровая обработка сигналов и изображений.
Государственная премия СССР 1982 года в области науки — за цикл работ по созданию единой релятивистской теории движения внутренних планет Солнечной системы.
Ленинская премия 1986 года — за радиолокационную съёмку поверхности планеты Венера с космических аппаратов «Венера-15» и «Венера-16».
Сочинения:
- Развитие цифровых методов спектральных измерений отраженных сигналов при радиолокации планет : диссертация … кандидата технических наук : 05.00.00 / Ю. Н. Александров. — Москва, 1972. — 163 с. : ил.
- Ю. Н. Александров, А. С. Вышлов, В. М. Дубровин, А. Л. Зайцев, С. П. Игнатов, В. И. Каевицер, В. А. Котельников, А. А. Крымов, Г. М. Петров, О. Н. Ржига, А. Т. Тагаевский, А. Ф. Хасянов, А. М. Шаховской, «Радиолокационные наблюдения Марса, Венеры и Меркурия на волне 39 см в 1980 г.», Докл. АН СССР, 255:6 (1980), 1334—1338
- В. А. Котельников, Ю. Н. Александров, Л. В. Апраксин, В. М. Дубровин, М. Д. Кислик, Б. И. Кузнецов, Г. М. Петров, О. Н. Ржига, А. В. Францессон, А. М. Шаховской, «Радиолокационные наблюдения Венеры в Советском Союзе в 1964 г.», Докл. АН СССР, 163:1 (1965), 50-53
- М. Б. Васильев, А. С. Вышлов, М. А. Колосов, Н. А. Савич, В. А. Самовол, Л. Н. Самознаев, А. И. Сидоренко, Ю. Н. Александров, А. И. Даниленко, В. М. Дубровин, А. Л. Зайцев, Г. М. Петров, О. Н. Ржига, Д. Я. Штерн, А. П. Местэртон, «Обнаружение ночной ионосферы Марса», Докл. АН СССР, 218:6 (1974), 1298—1301
- Солохина Т., Александров Ю., Петричкович Я. Сигнальные контроллеры компании Элвис: первая линейка отечественных DSP. — ЭЛЕКТРОНИКА: НТБ, 2005, № 7, с. 70-77.
- Солохина Т. В., Петричкович Я. Я., Александров Ю. Н. и др. Микросхемы базовых серий «МУЛЬТИКОР». Сигнальный микроконтроллер 1892ВМ2Т (МС-24). Часть1. — Chip News, № 2(95), 2005, с.20-31.
- Солохина Т. В., Петричкович Я. Я., Александров Ю. Н. и др. Микросхемы базовых серий «МУЛЬТИКОР». Сигнальный микроконтроллер 1892ВМ2Т (МС-24). Часть 2, Chip News, № 3(96), 2005, с.20-26.
- Солохина Т., Александров Ю., Глушков А. и др. Новые отечественные трехпроцессорные dsp- микроконтроллеры с производительностью 1.5 GFLOPs. -Электронные компоненты, 2006, № 6, с. 73—78.